# Марянув (Піньчовський повіт)
Марянув (пол. Marianów) — село в Польщі, у гміні Дзялошиці Піньчовського повіту Свентокшиського воєводства.
Населення — 110 осіб (2011).
У 1975-1998 роках село належало до Келецького воєводства.

## Демографія
Демографічна структура на день 31 березня 2011 року:
|          | Загалом | Допрацездатний вік | Працездатний вік | Постпрацездатний вік |
| -------- | ------- | ------------------ | ---------------- | -------------------- |
| Чоловіки | 52      | 13                 | 33               | 6                    |
| Жінки    | 58      | 18                 | 28               | 12                   |
| Разом    | 110     | 31                 | 61               | 18                   |